# Cal Canut (Biosca)
Cal Canut és una masia del municipi de Biosca (Solsonès) que forma part de l'Inventari del Patrimoni Arquitectònic de Catalunya.

## Descripció
És un conjunt de dos edificis, un de més a l'oest, en estat ruïnós, que devia ser l'edifici principal, i un altre de més petit, situat més a l'oest, que es troba en un estat de conservació bo.
L'edifici que es troba en estat de conservació deficient, tenia dues plantes i quatre façanes. A la façana sud, encara es conserva l'entrada amb arc adovellat de mig punt. La part esquerra de la façana no es conserva. A la façana est, tota la part dreta no es conserva. A la façana nord, hi ha dues obertures a la part superior. A la façana oest, quasi està tota a terra. No conserva la coberta.
L'altre edifici, té quatre façanes i dues plantes. A la façana sud, hi ha l'entrada principal, amb gran llinda de pedra on hi ha inscrita la data de 1757. Té una finestra a cada costat de l'entrada. A la planta següent, hi ha tres finestres amb ampit. A la façana est, hi ha una finestra a la planta baixa, i una la següent, a la part superior hi ha una petita obertura. A la façana oest, no hi ha cap obertura. A la façana nord no s'observen obertures perquè està coberta per la vegetació. La coberta és de dos vessants (Nord-Sud), acabada amb teules. Davant de la façana oest d'aquest darrer edifici, hi ha un petit edifici on guardaven bestiar. Té una entrada amb llinda de pedra orientada al sud.